# Glypta tenuata
Glypta tenuata là một loài tò vò trong họ Ichneumonidae.